# Liparis mannii
Liparis mannii är en orkidéart som beskrevs av Heinrich Gustav Reichenbach. Liparis mannii ingår i släktet gulyxnen, och familjen orkidéer. Inga underarter finns listade i Catalogue of Life.